# Okręg wyborczy województwo konińskie do Senatu Rzeczypospolitej Polskiej
Okręg wyborczy województwo konińskie do Senatu Rzeczypospolitej Polskiej obejmował w latach 1989–2001 obszar województwa konińskiego. Wybierano w nim 2 senatorów, przy czym w latach 1989–1991 obowiązywała zasada większości bezwzględnej, zaś w latach 1991–2001 większości względnej.
Powstał w 1989 wraz z przywróceniem instytucji Senatu. Zniesiony został w 2001, na jego obszarze utworzono nowe okręgi nr 11 i 36.
Siedzibą okręgowej komisji wyborczej był Konin.

## Reprezentanci okręgu
| Rok  | Senator komitet wyborczy                 | Senator komitet wyborczy                             | Senator komitet wyborczy                 | Senator komitet wyborczy                                                                                   |
| ---- | ---------------------------------------- | ---------------------------------------------------- | ---------------------------------------- | --- |
| 1989 |                                          | Ireneusz Niewiarowski                                |                                          | Kazimierz Brzeziński                                                                                       |
| 1991 |                                          | Piotr Chojnacki Niezależny KW                        |                                          | Eugeniusz Grzeszczak Polskie Stronnictwo Ludowe Sojusz Programowy (1991) Polskie Stronnictwo Ludowe (1993) |
| 1993 |                                          | Anna Olejnicka-Górczewska Polskie Stronnictwo Ludowe |                                          | Eugeniusz Grzeszczak Polskie Stronnictwo Ludowe Sojusz Programowy (1991) Polskie Stronnictwo Ludowe (1993) |
| 1997 |                                          | Marek Waszkowiak Akcja Wyborcza Solidarność          |                                          | Ryszard Sławiński Sojusz Lewicy Demokratycznej                                                             |
| 2001 | okręg zniesiony, patrz okręgi nr 11 i 36 | okręg zniesiony, patrz okręgi nr 11 i 36             | okręg zniesiony, patrz okręgi nr 11 i 36 | okręg zniesiony, patrz okręgi nr 11 i 36                                                                   |

## Wyniki wyborów
Symbolem „●” oznaczono senatorów ubiegających się o reelekcję.

### Wybory parlamentarne 1989
| Kandydat                                                          | Głosów  | %     |
| ----------------------------------------------------------------- | ------- | ----- |
| Ireneusz Niewiarowski                                             | 105 198 | 60,12 |
| Kazimierz Brzeziński                                              | 98 179  | 56,11 |
| Piotr Janaszek                                                    | 44 650  | 25,52 |
| Piotr Chojnacki                                                   | 31 154  | 17,80 |
| Janusz Biedrzycki                                                 | 7046    | 4,03  |
| Józef Mujta                                                       | 6876    | 3,93  |
| Jerzy Bartecki                                                    | 6794    | 3,88  |
| Mieczysław Jakubowski                                             | 5238    | 2,99  |
| Marek Grądecki                                                    | 3555    | 2,03  |
| Liczba głosów ważnych: 174 981 Źródło: Państwowa Komisja Wyborcza |         |       |

### Wybory parlamentarne 1991
| Kandydat                                              | Kandydat              | Komitet wyborczy                             | Głosów |
| ----------------------------------------------------- | --------------------- | -------------------------------------------- | ------ |
|                                                       | Piotr Chojnacki       | Niezależny KW                                | 40 077 |
|                                                       | Eugeniusz Grzeszczak  | Polskie Stronnictwo Ludowe Sojusz Programowy | 24 924 |
|                                                       | Jerzy Żurawiecki      | Regionalny KW „Koalicja”                     | 23 549 |
|                                                       | Bogdan Boroński       | Porozumienie Obywatelskie Centrum            | 19 855 |
|                                                       | Piotr Kubiak          | Unia Demokratyczna                           | 18 308 |
|                                                       | Czesława Gutkowska    | Porozumienie Obywatelskie Centrum            | 16 281 |
|                                                       | Jerzy Szyburski       | Komitet Niezależnych Wyborców                | 15 348 |
|                                                       | Andrzej Kończak       | Sojusz Lewicy Demokratycznej                 | 15 034 |
|                                                       | Tadeusz Wojdyński     | Sojusz Lewicy Demokratycznej                 | 12 759 |
|                                                       | Mirosław Pobojewski   | Regionalny KW „Koalicja”                     | 9161   |
|                                                       | Zbigniew Kasztelewicz | Blok Przemysłu i Środowisk Technicznych      | 8597   |
|                                                       | Włodzimierz Kowalczyk | Kłodawski KW                                 | 7404   |
| Frekwencja: 37,45% Źródło: Państwowa Komisja Wyborcza |                       |                                              |        |

### Wybory parlamentarne 1993
| Kandydat                                              | Kandydat                  | Komitet wyborczy                                | Głosów |
| ----------------------------------------------------- | ------------------------- | ----------------------------------------------- | ------ |
|                                                       | Eugeniusz Grzeszczak●     | Polskie Stronnictwo Ludowe                      | 55 138 |
|                                                       | Anna Olejnicka-Górczewska | Polskie Stronnictwo Ludowe                      | 50 776 |
|                                                       | Andrzej Sybis             | Sojusz Lewicy Demokratycznej                    | 44 613 |
|                                                       | Krystyna Baranowska       | Konfederacja Polski Niepodległej                | 31 856 |
|                                                       | Paweł Kotlarski           | KW „Regionalne Porozumienie Wyborcze” w Koninie | 23 062 |
|                                                       | Aleksander Terpiński      | Unia Demokratyczna                              | 21 108 |
|                                                       | Marek Waszkowiak          | Katolicki Komitet Wyborczy „Ojczyzna”           | 20 990 |
|                                                       | Jerzy Szyburski           | Komitet Niezależnych Wyborców w Kłodawie        | 18 329 |
|                                                       | Andrzej Miążkiewicz       | Konwencja Polska                                | 13 060 |
| Frekwencja: 49,92% Źródło: Państwowa Komisja Wyborcza |                           |                                                 |        |

### Wybory parlamentarne 1997
| Kandydat                                              | Kandydat                   | Komitet wyborczy                                                                  | Głosów |
| ----------------------------------------------------- | -------------------------- | --------------------------------------------------------------------------------- | ------ |
|                                                       | Marek Waszkowiak           | Akcja Wyborcza Solidarność                                                        | 40 687 |
|                                                       | Ryszard Sławiński          | Sojusz Lewicy Demokratycznej                                                      | 38 970 |
|                                                       | Jadwiga Trojan             | Akcja Wyborcza Solidarność                                                        | 36 087 |
|                                                       | Czesław Janicki            | Sojusz Lewicy Demokratycznej                                                      | 34 415 |
|                                                       | Piotr Chojnacki            | Ruch Odbudowy Polski                                                              | 26 644 |
|                                                       | Eugeniusz Grzeszczak●      | Polskie Stronnictwo Ludowe                                                        | 21 465 |
|                                                       | Anna Olejnicka-Górczewska● | Polskie Stronnictwo Ludowe                                                        | 18 806 |
|                                                       | Krzysztof Stanisławski     | Ruch Odbudowy Polski                                                              | 17 954 |
|                                                       | Krzysztof Adamczak         | KW Niezależnego Kandydata na Senatora płk. dypl. rez. pilota Krzysztofa Adamczaka | 11 691 |
|                                                       | Jerzy Lewandowski          | Przymierze Samoobrona                                                             | 3942   |
| Frekwencja: 42,17% Źródło: Państwowa Komisja Wyborcza |                            |                                                                                   |        |